# Teoretsko računarstvo
Teoretsko računarstvo je skup tema računarstva koje se uglavnom fokusiraju na apstraktne, logičke i matematičke aspekte računanja, kao što je teorija računanja, analiza algoritama te semantika programskih jezika. Iako nije jedinstvena tema, njeni praktičari oblikuju istaknutu grupu unutar istraživača u računarstvu.

## Djelokrug
Nije lako precizno opisati teoretska područja; ACM-ov SIGACT, a koji opisuje svoju zadaću kao promociju teoretskog računarstva, veli
"Polje teoretskog računarstva je shvaćeno toliko široko, da obuhvaća algoritme, podatkovne strukture, računsku teoriju složenosti, raspodijeljeno računarstvo, paralelno računarstvo, VLSI, strojno učenje, računsku biologiju, računsku geometriju, teoriju informacije, kriptografiju, kvantno računarstvo, računsku teoriju brojeva i algebru, programsku semantiku i verifikaciju, teoriju automata te proučavanje slučajnosti. Rad u ovom polju je često istaknut naglaskom na matematičku tehniku i rigor."
Čak i tad "teoretičari" u računarstvu sebe vide na razne načine. Neki svoj rad doživljavaju kao "'znanost' koja leži u podlozi računarstva"  Arhivirana inačica izvorne stranice od 22. veljače 2009. (Wayback Machine), iako ovo zanemaruje eksperimentalnu znanost u neteoretskim područjima kao što je istraživanje programskog inženjerstva.

## Organizacije
- EATCS, European Association for Theoretical Computer Science
- SIGACT
- Nizozemsko udruženje za teoretsko računarstvo

## Časopisi i novinske brošure
- Information and Computation
- Theory of Computing (časopis s otvorenim pristupom)
- Formal Aspects of Computing
- Journal of the ACM
- SIAM Journal on Computing
- SIGACT News
- Theoretical Computer Science
- Theory of Computings Systems[neaktivna poveznica]
- Chicago Journal of Theoretical Computer Science
- International Journal of Foundations of Computer Science  Arhivirana inačica izvorne stranice od 6. veljače 2005. (Wayback Machine)
- Foundations and Trends® in Theoretical Computer Science[neaktivna poveznica]

## Konferencije
- Godišnje ACM Symposium on the Theory of Computing (STOC)
- IEEE Symposium on Foundations of Computer Science (FOCS)
- Symposium on Discrete Algorithms (SODA)
- International Colloquium on Automata, Languages and Programming (ICALP)
- Symposium on Theoretical Aspects of Computer Science (STACS)
- European Symposium on Algorithms (ESA)
- Algebraic Methodology And Software Technology (AMAST)
- IEEE Symposium on Logic in Computer Science (LICS)
- International Symposium on Algorithms and Computation (ISAAC)
- (APPROX/RANDOM)
- Computational Complexity Conference (CCC)
- Symposium on Parallelism in Algorithms and Architectures (SPAA)
- ACM Symposium on Principles of Distributed Computing (PODC)
- Computability in Europe (CiE)

## Vanjske poveznice
- SIGACT direktorij dodatnih teorijskih poveznica
- Usenet comp.theory